# Pasul Mont Cenis
Pasul Mont Cenis (în franceză Col du Mont Cenis, în italiană Colle del Moncenisio) este un pas montan francez cu o înălțime de 2081 m situat în nord-estul masivului Mont Cenis pe ruta de la Lanslebourg-Mont-Cenis și Lanslevillard în Franța până la Susa în Italia.
Acest traseu face parte din granița dintre Alpii Graici în nord și Alpii Cotici în sud. Partea franceză a regiunii aparține zonei exterioare a Parcului Național Vanoise.

## Etimologie
Se pare că termenul Moncenisio derivă din „Monte delle ceneri” (în română Muntele de cenușă). Este compus astfel din termenii „munte”, o mare cotă naturală (lat. Montem), și Cenis, un loc de „culoarea cenușii, cenușie, cenușă” (lat. Cinicius).
Potrivit tradiției, în urma unui incendiu de pădure s-a acumulat pe pământ o mare cantitate de cenușă, de unde și denumirea. Urme de cenușă a fost găsită în timpul lucrărilor de construcție a drumului.

## Geografie
Lacul de acumulare Lac du Mont Cenis este situat pe un platou înalt la sud de trecătoare. Granița dintre Franța și Italia merge puțin mai spre sud, deja în vale. Drumul de trecere este drumul departamental D 1006 pe partea franceză și Strada Statale 25 pe partea italiană.
Actuala graniță, care se află la sud de trecătoare, corespunde graniței Ducatului Savoia până în 1860. După înființarea statului italian în 1860, granița a fost stabilită la înălțimea trecătoarei, iar platoul înalt de la sud (un total de 81,79 kilometri pătrați) a fost trecut Italiei. Ca rezultat parțial al Conferinței de Pace de la Paris din 1946, trecătoarea și platoul au revenit Franței iar linia de frontieră dinainte de 1860 a fost restabilită.

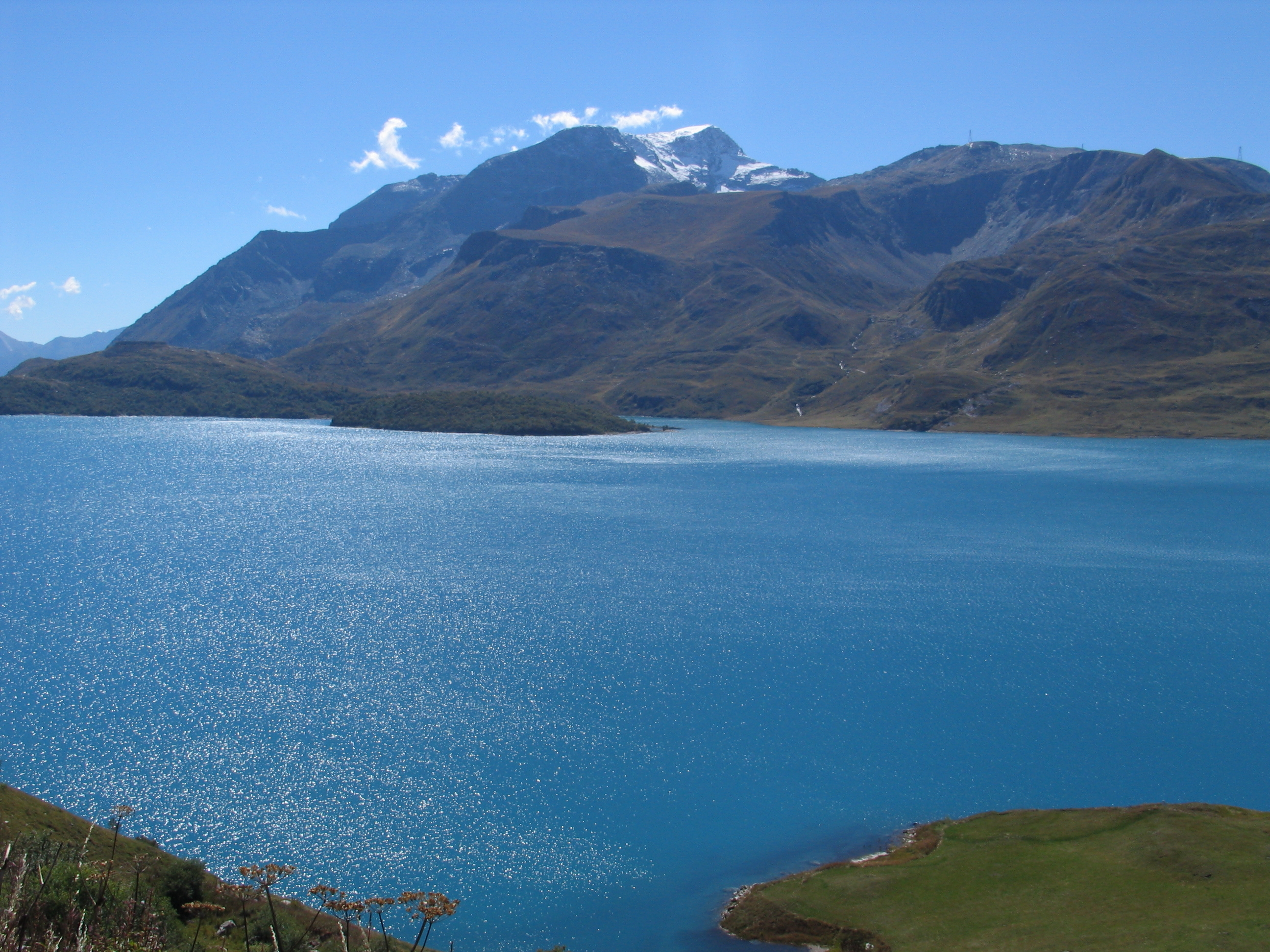
Lac de acumulare la Pasul Mont Cenis
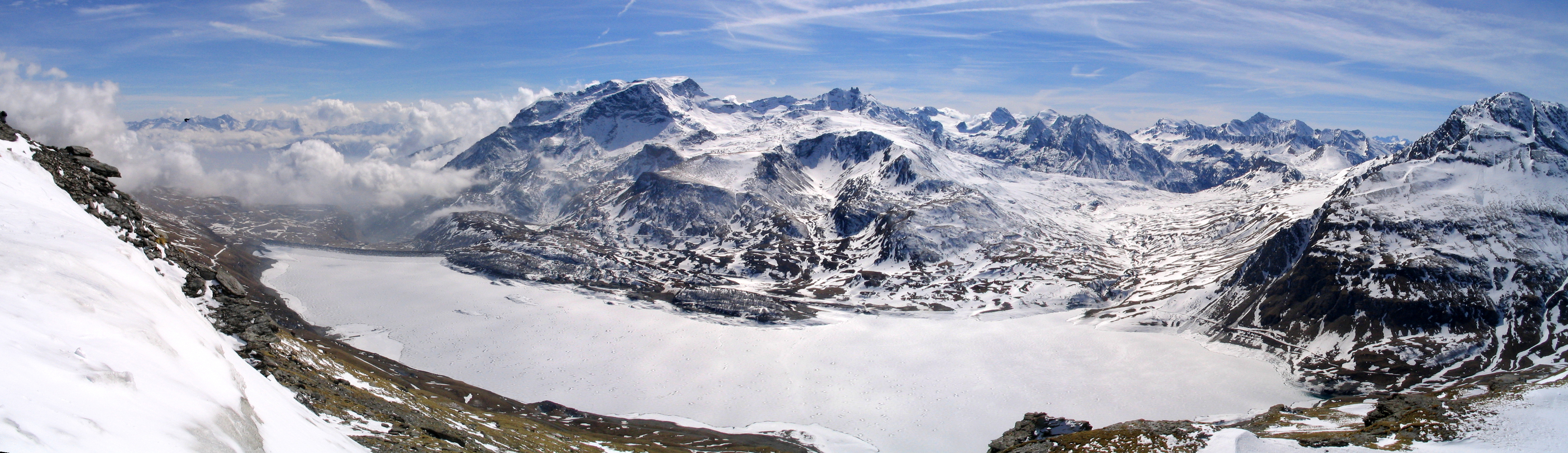
Vedere peste lacul de acumulare spre baraj, în spatele acestuia coborârea spre Italia
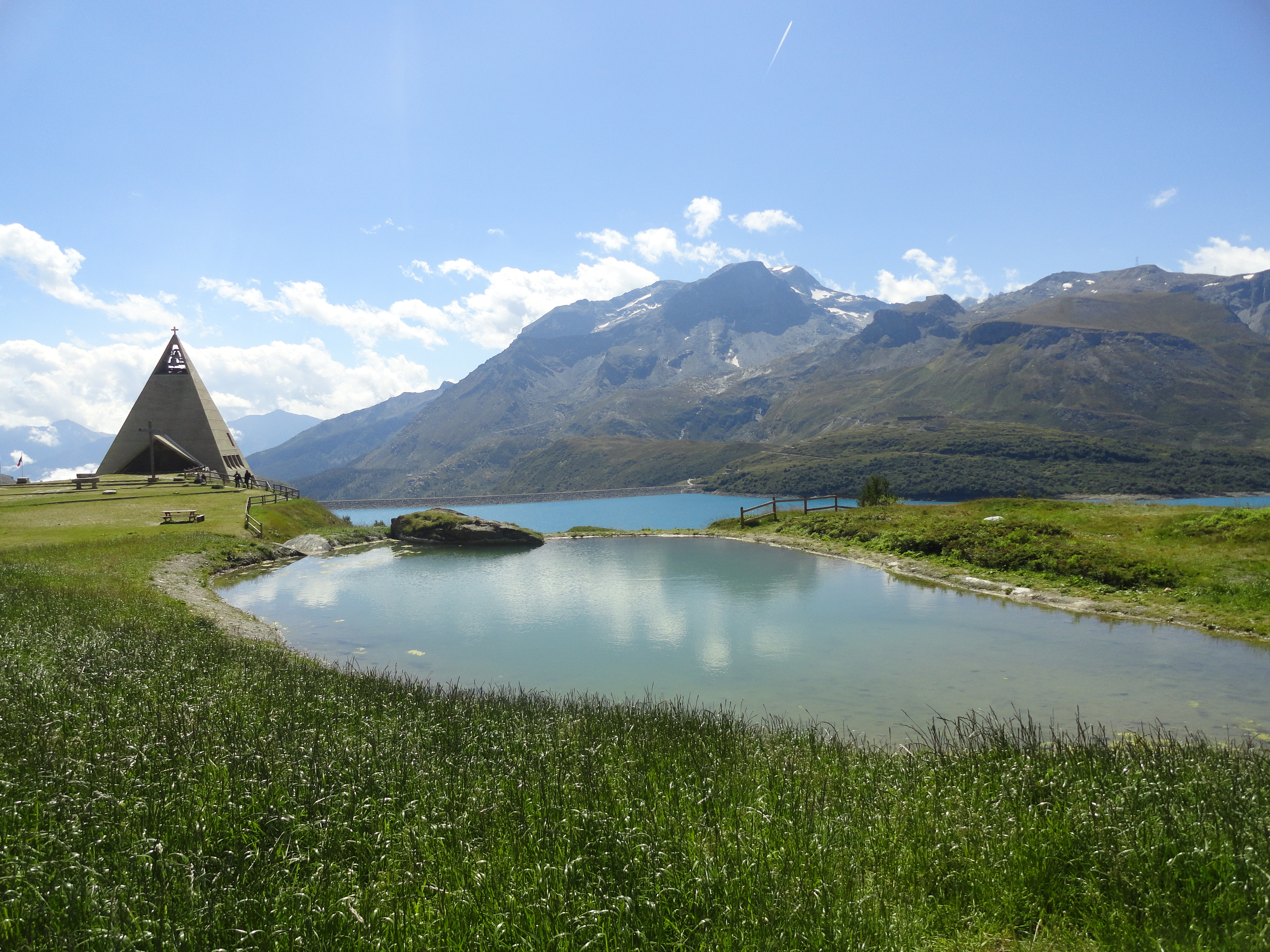
Piramida-Biserica din Piana delle Fontanette cu un iaz în față
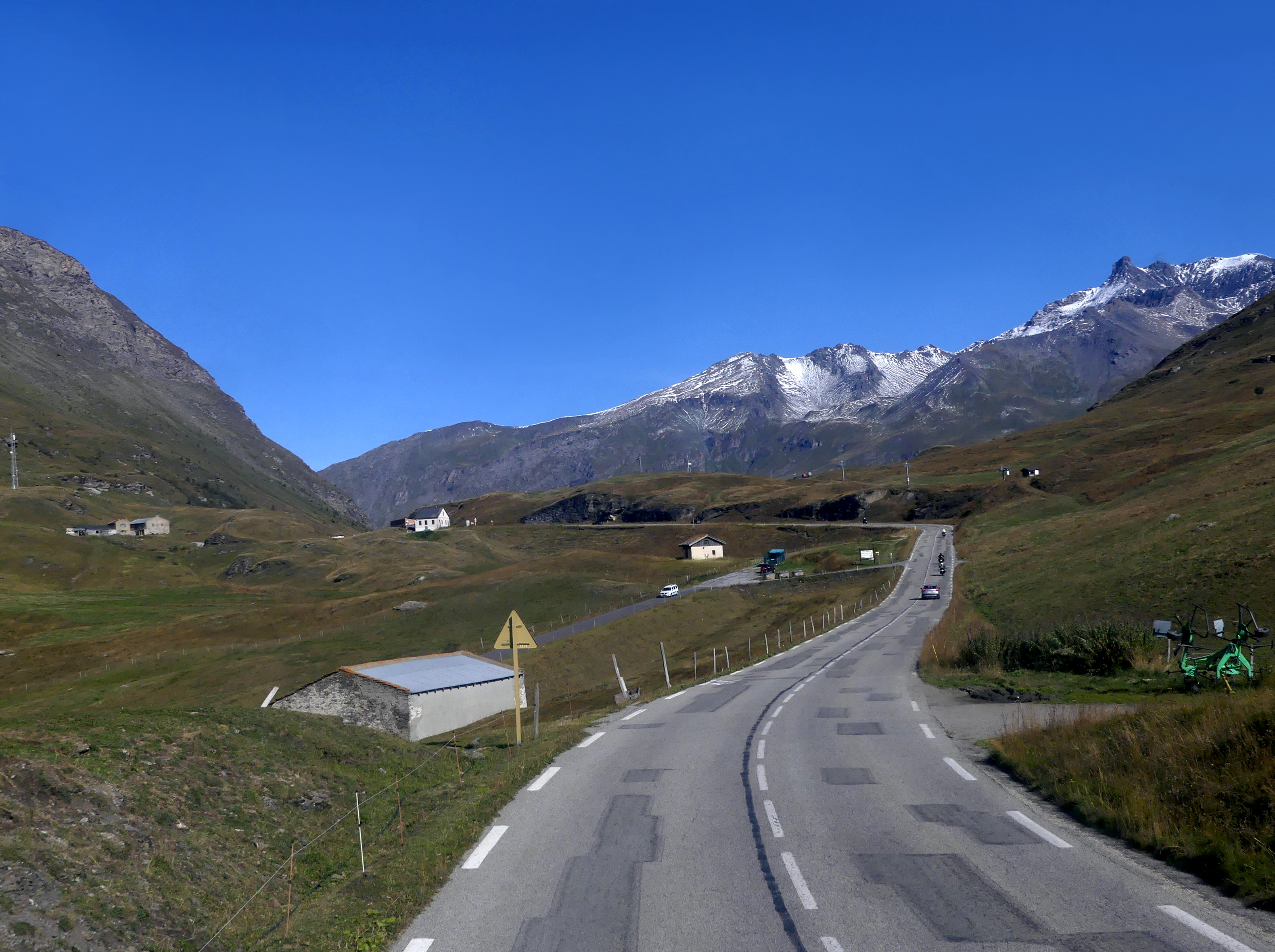
Drumul RD 1006 la Pasul Mont Cenis pe partea Maurienne
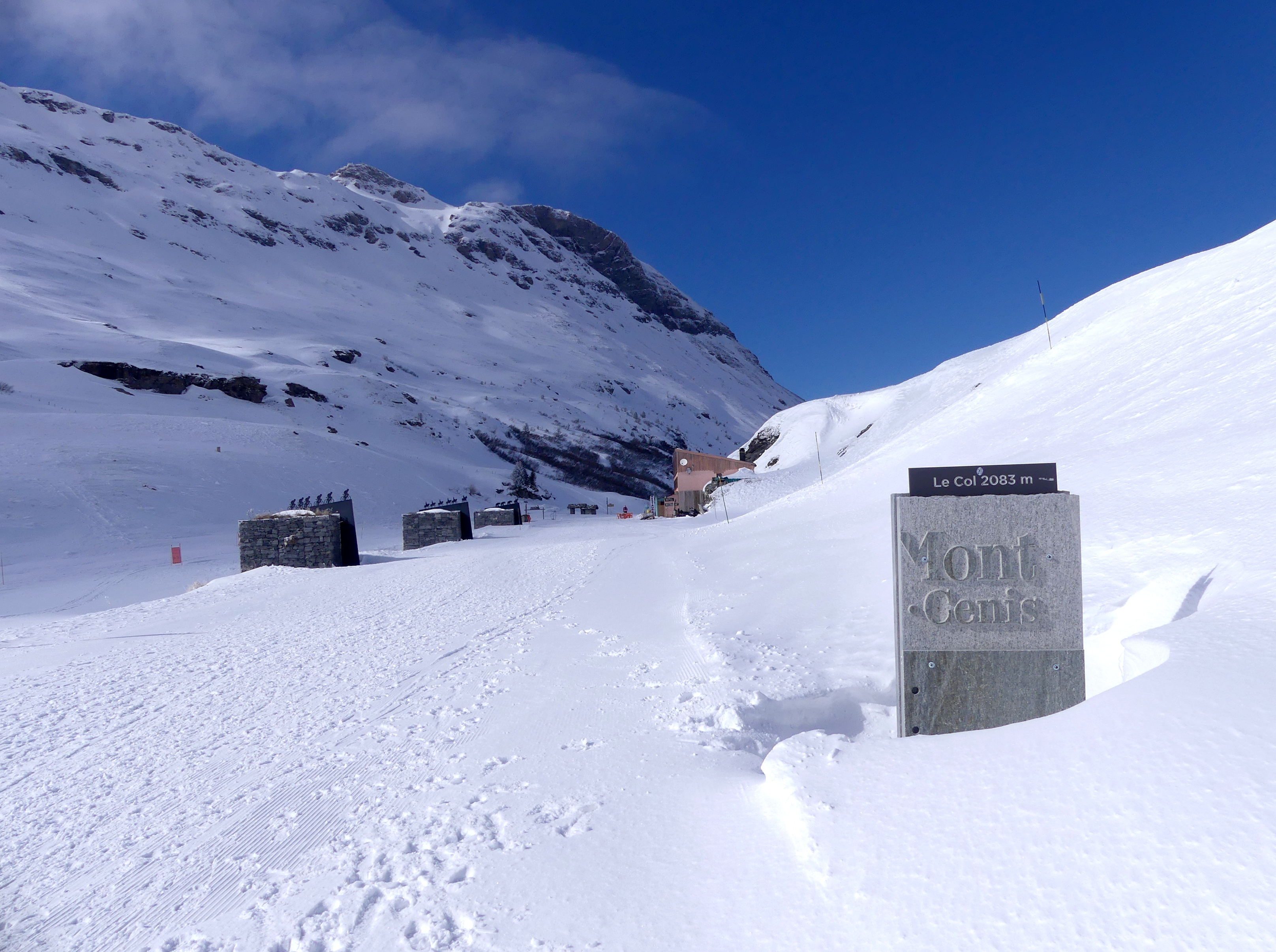
Pasul Mont Cenis partea de sud (martie 2025)